# كاتيو

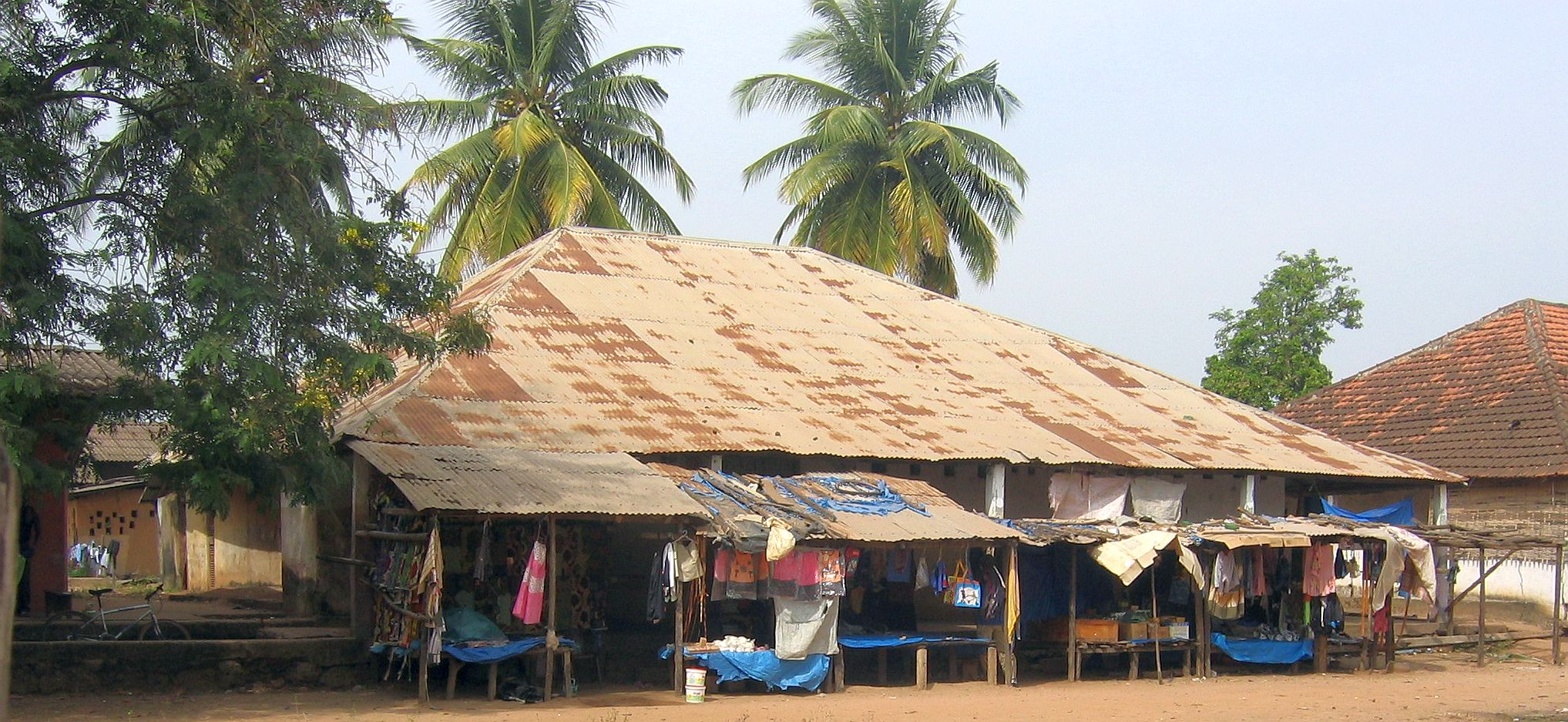
السوق، كاتيو

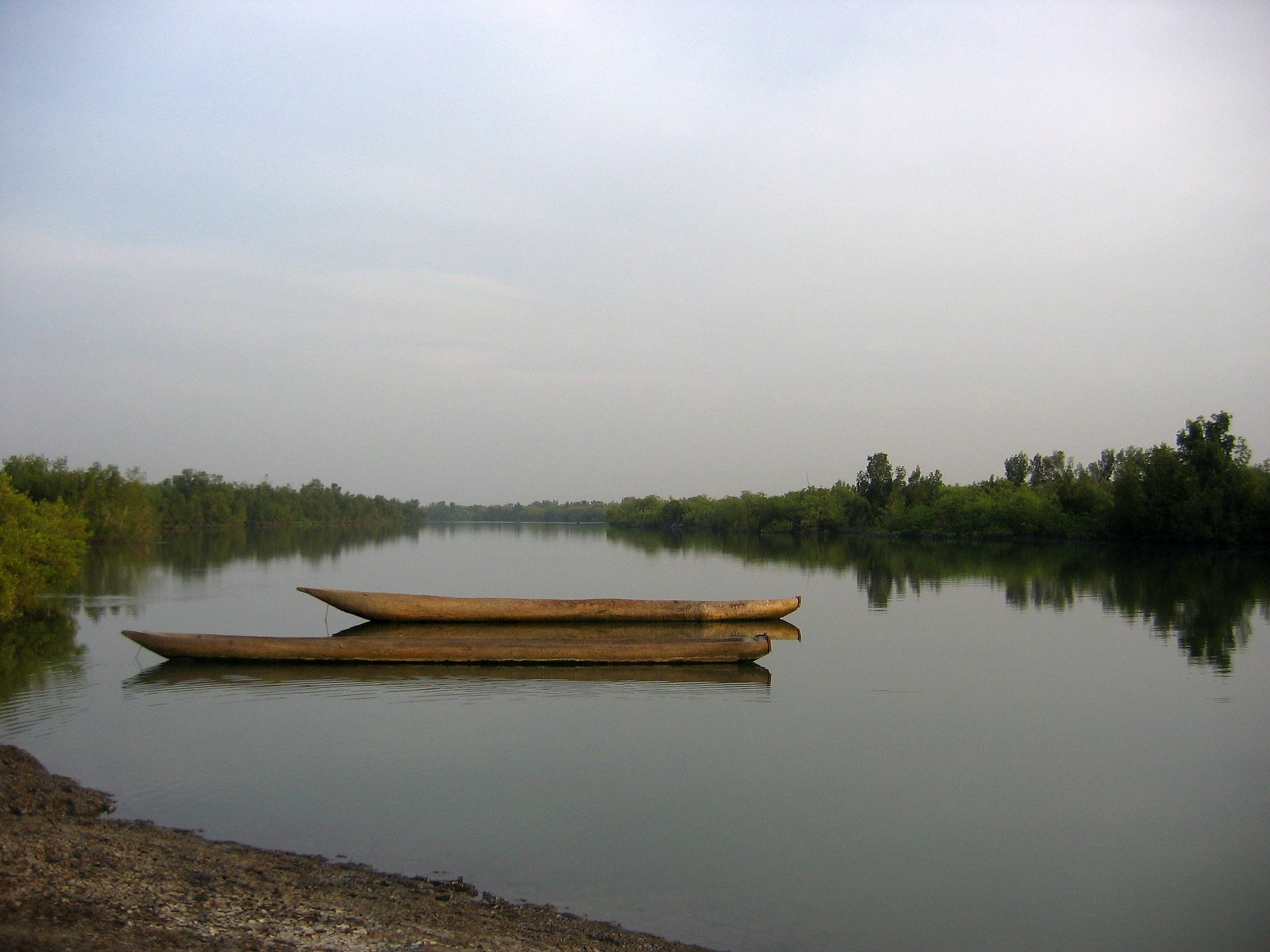
نهر كومبيجا بالقرب من كاتيو

كاتيو هي مدينة في جنوب شرق غينيا بيساو . وهي عاصمة منطقة تومبالي .
عدد السكان 9217 (تقديرات 2008).
حاصر البرتغاليون كاتيو وكانجادودي ومعسكرات أخرى في عام 

## المشاهير
- عبد الله سيلا (1958 -) - مهندس وكاتب

## المناخ
يتمتع كاتيو بمناخ الرياح الموسمية الاستوائية ( كوبن آم ) الذي يتميز بدرجات حرارة حارة على مدار العام، وأمطار قليلة أو معدومة من نوفمبر إلى مايو وأمطار غزيرة إلى غزيرة للغاية من يونيو إلى أكتوبر.
| البيانات المناخية لـCatió         | البيانات المناخية لـCatió | البيانات المناخية لـCatió | البيانات المناخية لـCatió | البيانات المناخية لـCatió | البيانات المناخية لـCatió | البيانات المناخية لـCatió | البيانات المناخية لـCatió | البيانات المناخية لـCatió | البيانات المناخية لـCatió | البيانات المناخية لـCatió | البيانات المناخية لـCatió | البيانات المناخية لـCatió | البيانات المناخية لـCatió |
| الشهر                             | يناير                     | فبراير                    | مارس                      | أبريل                     | مايو                      | يونيو                     | يوليو                     | أغسطس                     | سبتمبر                    | أكتوبر                    | نوفمبر                    | ديسمبر                    | المعدل السنوي             |
| --------------------------------- | ------------------------- | ------------------------- | ------------------------- | ------------------------- | ------------------------- | ------------------------- | ------------------------- | ------------------------- | ------------------------- | ------------------------- | ------------------------- | ------------------------- | ------------------------- |
| متوسط درجة الحرارة الكبرى °م (°ف) | 31.3 (88.3)               | 32.4 (90.3)               | 33.2 (91.8)               | 33.6 (92.5)               | 33.0 (91.4)               | 31.1 (88.0)               | 29.0 (84.2)               | 28.2 (82.8)               | 29.7 (85.5)               | 30.9 (87.6)               | 31.5 (88.7)               | 30.5 (86.9)               | 31.2 (88.2)               |
| المتوسط اليومي °م (°ف)            | 25.4 (77.7)               | 26.1 (79.0)               | 27.2 (81.0)               | 27.9 (82.2)               | 27.9 (82.2)               | 26.8 (80.2)               | 25.8 (78.4)               | 25.4 (77.7)               | 26.3 (79.3)               | 26.9 (80.4)               | 27.3 (81.1)               | 25.4 (77.7)               | 26.5 (79.7)               |
| متوسط درجة الحرارة الصغرى °م (°ف) | 19.5 (67.1)               | 19.9 (67.8)               | 21.2 (70.2)               | 22.2 (72.0)               | 22.9 (73.2)               | 22.6 (72.7)               | 22.7 (72.9)               | 22.6 (72.7)               | 23.0 (73.4)               | 22.9 (73.2)               | 23.1 (73.6)               | 20.4 (68.7)               | 21.9 (71.5)               |
| معدل هطول الأمطار مم (إنش)        | 0 (0)                     | 1 (0.0)                   | 0 (0)                     | 1 (0.0)                   | 38 (1.5)                  | 252 (9.9)                 | 632 (24.9)                | 798 (31.4)                | 460 (18.1)                | 267 (10.5)                | 57 (2.2)                  | 5 (0.2)                   | 2٬511 (98.7)              |
| المصدر: Climate-Data.org          |                           |                           |                           |                           |                           |                           |                           |                           |                           |                           |                           |                           |                           |